# Агалина
Агалина е нос на Българското черноморие, на юг от град Созопол. Агалина е скален феномен и е обявен за природна забележителност, която се простира на 27,2 хектара. Представлява интересни скални образувания със специфична растителност и животински свят.
Местността е включена в списъка с природните забележителности през 1980 година. Площта на защитената местност е била намалявана през 2002 и 2003 година. Съгласно Закона за защитените територии природната забележителност „Света Агалина“ се охранява, управлява и контролира от служители на държавната агенция по горите.
Има няколко теории откъде произлиза интересното име на нос Агалина.
Интересна е тезата на Трифон Трифонов в книгата „700 наименования на Българското Черноморие“ , че наименованието на носа произтича от стар езически обичай съгласно който,  при силни и продължителни бури жените на рибарите от гр. Созпол хвърляли шепа пръст от носа и казвали „Να γαληνη“ (На галини). В превод от гръцки това означава „да утихне“ имайки се предвид морето.
Втората е, че идва от тракийското име на Созопол (Агалина), където „ага“ означава море.
От книгата „Традиции и обичаи на Созопол“, научихме, че този езически обичай, да се хвърля пръст в морето за да се успокои, се е практикувал дори и в началото на XX в. Населението на града все още е било само гръцко. Някъде в Созопол, по високите му и стръмни брегове е имало параклисче, но с името „Св. Галина“. Такава светица е съществувавала и е канонизирана. При лошо време хората палели свещ и вземали шепа пръст от самия параклис.
Някои от жителите на Созопол наричат местността с наименованието "Германката", заради удавилото се там момиче през 1959г.Според очевидци  Хела Шрьодер седяла върху една от скалите, загледана в спокойното море. Изведнъж се изправила вълна, заляла скалата и отнесла момичето в бездната. Тялото й така и не било намерено.След като чува за нея  Христо Фотев, който приживе прекарва летата в близкото село Равадиново, написва едно от най-красивите си стихотворения:"Морето само живите обича..."